# Higueras
Higueras település Spanyolországban, Castellón tartományban. Higueras Caudiel, Montán, Pavías és Torralba del Pinar községekkel határos. Lakosainak száma 46 fő (2024).

## Népesség
A település népessége az elmúlt években az alábbi módon változott:
| Lakosok száma | 44   | 92   | 73   | 51   | 49   | 59   | 76   | 54   | 49   | 46   |
|               | 2001 | 2004 | 2006 | 2009 | 2011 | 2014 | 2016 | 2019 | 2021 | 2024 |